# 재즈 랩
재즈 랩(jazz rap)은 1980년대 중후반 미국과 영국을 중심으로 발생한 힙합의 하위 장르이다. 재즈 곡을 기반으로 한 비트 위에 랩을 하는 것을 말한다. 

## 재즈 랩의 발단과 확산
재즈 랩의 역사는 영국의 재즈 퓨전 밴드 카고(Cargo)의 1985년에 발표한 싱글 <재즈 랩(Jazz Rap)에서 시작되었다고 여겨진다. 이후 미국에서 스테차소닉(Stetsasonic)의 <토킹 올 댓 재즈(Talkin' All That Jazz)>(1988), 갱 스타(Gang Starr)의 <워즈 아이 매니페스트 (리믹스)(Words I Manifest (Remix))>(1989) 등이 출시되며 재즈 랩 확산을 이끌었다. 재즈를 중심 소재로 한 미국 영화 《모베터 블루스(Mo' Better Blues)》(1990)의 사운드트랙에 수록된 갱 스타(Gang Starr)의 <Jazz Thing>(1990) 덕분에 재즈 랩은 대중에게 한 걸음 더 가깝게 다가섰다.

## 같이 보기
- 재즈 펑크
- 솔 재즈
- 맬컴 엑스